# 平田生雄
平田 生雄（ひらた いくお、1950年6月17日 - 2009年4月3日）は、広島県広島市出身の元サッカー選手（MF/DF）、元サッカー指導者（JFA 公認S級コーチ）。

## 来歴
幼少期は長嶋茂雄に憧れた野球少年であったが、小学6年時の1962年に似島へ戻った事が転機となる。当時実家の2階には広島市立似島中学校サッカー部を創部した渡部定彦が下宿していたほか、似島は当時「サッカーの島」と言われたほどサッカーの盛んな所で、進学した似島中で渡部の指導の下サッカーを始めることになる。似島は第1次世界大戦で中国・青島にいたドイツ軍人の捕虜収容所のあったところで、このドイツ人からサッカーを習って大正期の広島のサッカーがレベルアップして、日本のサッカー先進地域になったというエピソードがある。中学卒業後は進学校の広島皆実高校へ進み、3年次の1968年には平木隆三監督率いる全日本ユース代表に選出されている。この時の代表メンバーは18人中9人が広島出身者で、多くがJSL各チームの主力選手として活躍した。高校卒業後は1969年に法政大学へ進学し、2年次の1970年には全日本大学サッカー選手権大会で優勝を果たす。当時の法政は早大や慶応などに比べるとサッカー界ではまだ実績は少なかったが、平田が卒業した翌1973年に関東大学リーグで優勝するなど上昇期であった。
大学卒業後の1973年、山口県熊毛郡平生町を拠点に活動していたJSL2部の永大産業へ入部。永大は恩師である渡部定彦の実兄・渡部英麿が中心になって強化しており、その監督である大久保賢は高校の先輩でもあった。チームは1974年からJSL1部入りし、平田も同年と1975年にDF登録で11試合に出場している。1976年以降は選手ではなくマネージャーとして活動したが、親会社の永大がオイルショック以降の不況に伴う業績不振により1977年を以て廃部となってしまい、廃部後は塩澤敏彦監督と共に選手の再就職先を探した。
その後は1978年、永大のコーチであったセルジオ越後と共に「さわやかサッカー教室」を開設。越後と共に日本中を指導・普及して周り、2004年までで延べ人数約45万人の指導をしてきた。この間の1996年にはJFA 公認S級コーチライセンスを取得し、関西地方のサッカー発展にも貢献した。
2009年4月3日、脳腫瘍のため死去。満58歳没。

## 個人成績
| 国内大会個人成績 | 国内大会個人成績 | 国内大会個人成績 | 国内大会個人成績 | 国内大会個人成績             | 国内大会個人成績 | 国内大会個人成績 | 国内大会個人成績 | 国内大会個人成績 | 国内大会個人成績 | 国内大会個人成績 | 国内大会個人成績 |
| 年度             | クラブ           | 背番号           | リーグ           | リーグ戦                     | リーグ戦         | リーグ杯         | リーグ杯         | オープン杯       | オープン杯       | 期間通算         | 期間通算         |
| 年度             | クラブ           | 背番号           | リーグ           | 出場                         | 得点             | 出場             | 得点             | 出場             | 得点             | 出場             | 得点             |
| 日本             | 日本             | 日本             | 日本             | リーグ戦                     | リーグ戦         | リーグ杯         | リーグ杯         | 天皇杯           | 天皇杯           | 期間通算         | 期間通算         |
| ---------------- | ---------------- | ---------------- | ---------------- | ---------------------------- | ---------------- | ---------------- | ---------------- | ---------------- | ---------------- | ---------------- | ---------------- |
| 1973             | 永大             |                  | JSL2部           |                              |                  |                  |                  |                  |                  |                  |                  |
| 1974             | 永大             |                  | JSL1部           |                              |                  |                  |                  |                  |                  |                  |                  |
| 1975             | 永大             |                  | JSL1部           |                              |                  |                  |                  |                  |                  |                  |                  |
| 通算             | 日本             | 日本             | JSL1部           | \|\|\|\|\|\|\|\|\|\|\|\|\|\| |                  |                  |                  |                  |                  |                  |                  |
| 通算             | 日本             | 日本             | JSL2部           | \|\|\|\|\|\|\|\|\|\|\|\|\|\| |                  |                  |                  |                  |                  |                  |                  |
| 総通算           | 総通算           | 総通算           | 総通算           | \|\|\|\|\|\|\|\|\|\|\|\|\|\| |                  |                  |                  |                  |                  |                  |                  |